# Nagios
Nagios（IPA: /ˈnɑːɡioʊs/）是电脑系统和网络监控程序，用於检测主机和服务，当异常发生和解除时能提醒用户；是基于GPLv2开发的开源软件，可免费获得及使用。
Nagios原名NetSaint，由Ethan Galstad开发并维护至今。NAGIOS是簡稱，全写「Nagios Ain't Gonna Insist On Sainthood」，Sainthood 意思是「圣者」，而「Agios」是「saint」的希腊文。Nagios 在Linux運作，但也能用於Unix。

## 主要功能

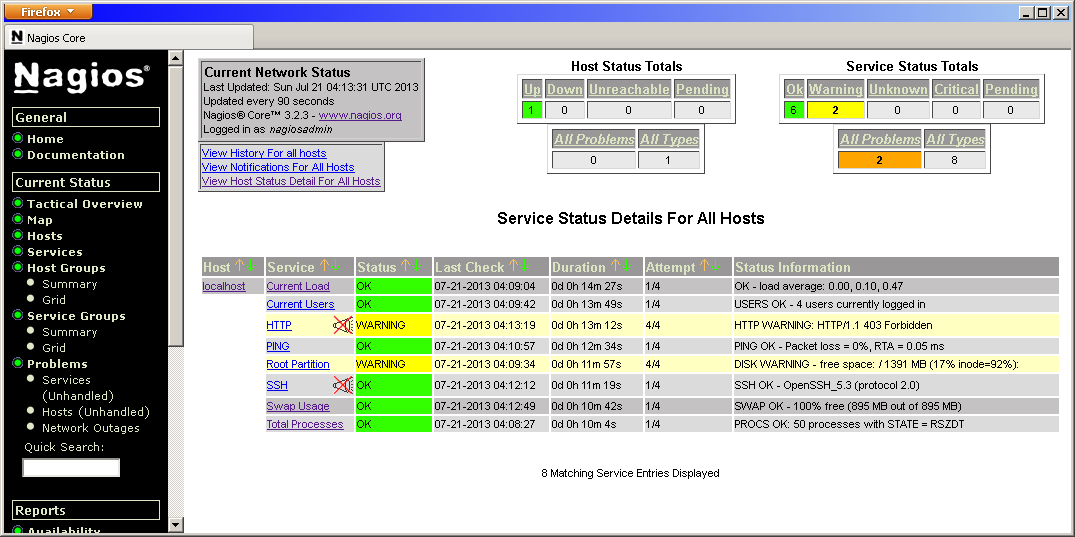
服務監控

- 网络服务监控（SMTP、POP3、HTTP、NNTP、ICMP、SNMP、FTP、SSH）
- 主机资源监控（CPU load、disk usage、system logs），也包括Windows主机（使用NSClient++ plugin）
- 可以指定自己编写的Plugin通过网络收集数据来监控任何情况（温度、警告……）
- 可以通过配置Nagios远程执行插件远程执行脚本
- 远程监控支持SSH或SSL加通道方式进行监控
- 简单的plugin设计允许用户很容易的开发自己需要的检查服务,支持很多开发语言（shell scripts、C++、Perl、ruby、Python、PHP、C#等）
- 包含很多图形化数据Plugins（Nagiosgraph、Nagiosgrapher、PNP4Nagios等）
- 可并行服务检查
- 能够定义网络主机的层次, 允许逐级检查, 就是从父主机开始向下检查
- 当服务或主机出现问题时发出通告，可通过email, pager, sms 或任意用户自定义的plugin进行通知
- 能够自定义事件处理机制重新激活出问题的服务或主机
- 自动日志循环
- 支持冗余监控
- 包括Web界面可以查看当前网络状态，通知，问题历史，日志文件等

## 書籍
- Barth, Wolfgang; (2006) Nagios: System And Network Monitoring - No Starch Press ISBN 1-59327-070-4
- Barth, Wolfgang; (2008) "Nagios: System And Network Monitoring, 2nd edition（页面存档备份，存于） - No Starch Press ISBN 1-59327-179-4
- Turnbull, James; (2006) Pro Nagios 2.0（页面存档备份，存于） - San Francisco: Apress ISBN 1-59059-609-9
- Josephsen, David; (2007) Building a Monitoring Infrastructure with Nagios（页面存档备份，存于） - Prentice Hall ISBN 0-13-223693-1
- Dondich, Taylor; (2006) Network Monitoring with Nagios（页面存档备份，存于） - O'Reilly ISBN 0-596-52819-1
- Schubert, Max et al.; (2008) Nagios 3 Enterprise Network Monitoring（页面存档备份，存于） - Syngress ISBN 978-1-59749-267-6
- Kocjan, Wojciech; (2008) "Learning Nagios 3.0" - Packt Publishing ISBN 1847195180

## 相关链接
- Nagios.org（页面存档备份，存于）, 官方网站
- Nagios Plugins（页面存档备份，存于） 插件首面
- Nagios Exchange（页面存档备份，存于） overview of plugins, addons, mailing lists for Nagios
- Nagios Commnunity 作者 Ethan 示範發音 Nagios

## 支持站点
- Nagios support forums
- New community and wiki of Nagios.org（页面存档备份，存于）
- Nagios Enterprises（页面存档备份，存于） Nagios商业支持网站